# 水神切兼光
水神切兼光（すいじんぎりかねみつ）は、南北朝時代に作られたとされる日本刀（打刀）。日本の重要美術品に認定されており、大阪府茨木市にある株式会社ブレストシーブが収蔵する。

## 概要

### 刀工・長船兼光について
南北朝時代に備前で活躍した長船派（おさふねは）の刀工・兼光により作られた打刀である。長光は長船派の祖として知られる光忠から数えて4代目にあたる惣領とされている。初期の作風は父・景光に似た匂本位の肩落互の目や丁子刃（ちょうじば）であったが、南北朝時代に入ると、当時一世を風靡していた相州正宗の相州伝の作風を取り入れて地刃ともに沸（にえ、地鉄の中にある肉眼で把握できるほどの粒子）の強い覇気ある作風へと変化する。後年には相州伝の作風が入った「相伝備前」（そうでんびぜん）という作風で知られるようになる。

### 名前の由来
本作は上杉謙信、上杉景勝に家老として仕えた直江兼続が所持する刀であったとされる。水神切兼光という名前は、家老として領国経営を任されていた兼続が、あるとき洪水で決壊しそうになっていた川に赴いて、水神を斬ったことで洪水が収まったという逸話に由来する。一方で実際に水神を斬ったのではなく、本作をかざして祈願したという説もある。また、『日本刀大百科事典』の著者で刀剣学者である福永酔剣の説明によれば、本作における水神を切ったという伝説の由緒は不明であるとしている。
上杉景勝は刀剣を非常に愛しており、その鑑定にも優れていた。景勝は上杉家にある数百振ある刀剣から自身が選んだ名刀35腰を秘蔵しており、これらは『景勝公御手選三十五腰』と呼ばれている。本作も『景勝公御手選三十五腰』の一つに選ばれている。兼続が所持していたはずの本作が『景勝公御手選三十五腰』に選ばれている経緯は不明であるが、元々景勝が所持していたものが兼続へ下賜されたものであり、兼続の死後上杉家へ帰ってきたものと考えられている。

### 明治維新以降
その後は米沢上杉家に伝来しており、明治維新後も伝来していた。1937年（昭和12年）12月24日には、上杉憲章伯爵名義にて重要美術品に認定される。一説では、本来であれば国宝保存法に基づく国宝（旧国宝）に指定されるところであったが、上杉家が本作の国宝指定を断ったため重要美術品に認定されたとされる。2013年（平成25年）11月27日に行われた大刀剣市におけるオークションにて3700万円まで落札された。この落札価格は大刀剣市におけるオークションの中では最高金額であり、手数料も含めると4100万円以上になった。2020年（令和2年）現在は法人所有となっており、大阪府茨木市にある日本刀剣博物技術研究財団が保存に関与している。

## 作風

### 刀身
刃長（はちょう、刃部分の長さ）は69.6センチメートルある。造込（つくりこみ）は、平造（ひらつくり、鎬を作らない平坦な形状のもの）であり、棟は庵棟。佩表（はきおもて）には梵字が、佩裏（はきうら）には三鈷柄剣（さんこづかけん、密教の法具である三鈷杵を刀の柄にした素剣）が彫られる。
鍛えは、小板目（こいため、板材の表面のような文様のうち細かく詰まったもの）に映り（刀身に光をかざしてみたときに鍛えの中に白い影の様にみえること）が出ている。
刃文（はもん）は、中直刃（なかすぐは、基本的な真っすぐの文様が棟と刃の真ん中まで出ている）が焼かれており、小乱れ（直刃のなかで地鉄と刃部分の間に互の目がついている）が入っている。茎（なかご、柄に収まる手に持つ部分）は、生ぶ茎（磨り上げなどをしていない作刀当初のままの茎）で健全であり、「備前長船住兼光　康永二年十一月」と銘が切られている。

### 用語解説
- 作風節のカッコ内解説および用語解説については、個別の出典が無い限り、刀剣春秋編集部『日本刀を嗜む』に準拠する。

1. ↑  「造込」は、刃の付け方や刀身の断面形状の違いなど形状の区分けのことを指す[9]。
2. ↑  「鍛え」は、別名で地鉄や地肌とも呼ばれており、刃の濃いグレーや薄いグレーが折り重なって見えてる文様のことである[10]。これらの文様は原料の鉄を折り返しては延ばすのを繰り返す鍛錬を経て、鍛着した面が線となって刀身表面に現れるものであり、1つの刀に様々な文様（肌）が現れる中で、最も強く出ている文様を指している[10]。
3. ↑  「刃文」は、赤く焼けた刀身を水で焼き入れを行った際に、急冷することであられる刃部分の白い模様である[11]。焼き入れ時に焼付土を刀身につけるが、地鉄部分と刃部分の焼付土の厚みが異なるので急冷時に温度差が生じることで鉄の組織が変化して発生する[11]。この焼付土の付け方によって刃文が変化するため、流派や刀工の特徴がよく表れる[11]。